# Paroedura
Paroedura is een geslacht van hagedissen dat behoort tot de gekko's (Gekkota) en de familie Gekkonidae.

## Naam en indeling
De wetenschappelijke naam van de groep werd voor het eerst voorgesteld door Albert Günther in 1879. De hagedissen werden eerder aan andere geslachten toegekend, zoals Phyllodactylus en Diplodactylus. Er zijn 24 soorten, inclusief de pas in 2021 beschreven soort Paroedura rennerae.

## Uiterlijke kenmerken
De hagedissen bereiken een lichaamslengte van ongeveer acht tot veertien centimeter inclusief staart. De staart is meestal korter dan het lichaam. De kop en de ogen zijn groot, de pupil is verticaal.

## Levenswijze
De vrouwtjes zetten twee eieren af per legsel. In tegenstelling tot de meeste gekko's die op Madagaskar leven zijn de soorten in de regel bodembewonend.

## Verspreiding en habitat
De hagedissen komen voor in delen van Afrika en leven in de landen Madagaskar en de Comoren. Bijna alle soorten komen endemisch voor op Madagaskar. De habitat bestaat uit droge tropische en subtropische bossen, rotsige omgevingen, tropische en subtropische bossen, zowel in laaglanden als in bergstreken, scrublands en graslanden. Ook in door de mens aangepaste streken zoals plantages en weilanden kunnen de dieren worden aangetroffen.

## Beschermingsstatus
Door de internationale natuurbeschermingsorganisatie IUCN is aan zestien soorten een beschermingsstatus toegewezen. Zeven soorten worden beschouwd als 'veilig' (Least Concern of LC), twee soorten als 'kwetsbaar' (Vulnerable of VU) en drie soorten als 'gevoelig' (Near Threatened of NT). Drie soorten worden gezien als 'bedreigd' (Endangered of EN) en de soort Paroedura lohatsara ten slotte staat te boek als 'ernstig bedreigd' (Critically Endangered of CR).

## Soorten
Het geslacht omvat de volgende soorten, met de auteur en het verspreidingsgebied.
| Naam                     | Auteur                                                                                            | Verspreidingsgebied                                          |
| ------------------------ | ------------------------------------------------------------------------------------------------- | ------------------------------------------------------------ |
| Paroedura androyensis    | Grandidier, 1867                                                                                  | Zuidoostelijk Madagaskar                                     |
| Paroedura bastardi       | Mocquard, 1900                                                                                    | Westelijk en zuidelijk Madagaskar                            |
| Paroedura fasciata       | Glaw, Kohler, & Vences, 2018                                                                      | Noordelijk Madagaskar                                        |
| Paroedura gracilis       | Boulenger, 1896                                                                                   | Oostelijk en zuidelijk Madagaskar                            |
| Paroedura guibeae        | Dixon & Kroll, 1974                                                                               | Zuidelijk Madagaskar                                         |
| Paroedura homalorhina    | Angel, 1936                                                                                       | Noordelijk Madagaskar                                        |
| Paroedura hordiesi       | Glaw, Rösler, Ineich, Gehring, Köhler & Vences, 2014                                              | Noordelijk Madagaskar                                        |
| Paroedura ibityensis     | Rösler & Krüger, 1998                                                                             | Westelijk en zuidelijk Madagaskar                            |
| Paroedura karstophila    | Nussbaum & Raxworthy, 2000                                                                        | Noordwestelijk Madagaskar                                    |
| Paroedura kloki          | Glaw, Kohler, & Vences, 2018                                                                      | Noordwestelijk Madagaskar                                    |
| Paroedura lohatsara      | Glaw, Vences & Schmidt, 2001                                                                      | Madagaskar                                                   |
| Paroedura maingoka       | Nussbaum & Raxworthy, 2000                                                                        | Zuidwestelijk Madagaskar                                     |
| Paroedura masobe         | Nussbaum & Raxworthy, 1994                                                                        | Centraaloostelijk Madagaskar                                 |
| Paroedura neglecta       | Köhler, Vences, Scherz, & Glaw, 2019                                                              | Westelijk Madagaskar                                         |
| Paroedura oviceps        | Boettger, 1881                                                                                    | Noordwestelijk Madagaskar, Nosy Be, Nosy Sakatia, Nosy Komba |
| Paroedura picta          | Peters, 1854                                                                                      | Westelijk en zuidelijk Madagaskar                            |
| Paroedura rennerae       | Miralles, Bruy, Crottini, Rakotoarison, Ratsoavina, Scherz, Schmidt, Kohler, Glaw, & Vences, 2021 | Westelijk Madagaskar                                         |
| Paroedura sanctijohannis | Günther, 1879                                                                                     | Comoren                                                      |
| Paroedura spelaea        | Glaw, Kohler, & Vences, 2018                                                                      | Westelijk Madagaskar                                         |
| Paroedura stellata       | Hawlitschek & Glaw, 2012                                                                          | Comoren                                                      |
| Paroedura stumpffi       | Boettger, 1879                                                                                    | Noordelijk Madagaskar, Nosy Mitsio, Nosy Komba               |
| Paroedura tanjaka        | Nussbaum & Raxworthy, 2000                                                                        | Noordwestelijk Madagaskar                                    |
| Paroedura vahiny         | Nussbaum & Raxworthy, 2000                                                                        | Madagaskar                                                   |
| Paroedura vazimba        | Nussbaum & Raxworthy, 2000                                                                        | Noordwestelijk Madagaskar                                    |